# 東風能迪汽車
東風能迪汽車有限公司（とうふうのうてききしゃ、ドンフェンネンディモーター、簡体字：东风能迪汽车、英語：Dongfeng Nengdi Motor Company Limited）は、中国浙江省杭州市にある東風汽車集団有限公司の子会社である。略称はDND。
以前は東沃汽車有限公司、東沃トラック有限公司（とうよくきしゃ、とうよくトラック、ドンボトラック、英語：DONGVO TRUCK Co. Ltd、簡体字：东沃卡车有限公司）という社名であり、ボルボグループ（簡体字：沃尔沃集团）であるUDトラックスと東風汽車公司グループ（とうふうきしゃ、ドンフェンモーター）である東風汽車集団有限公司のジョイントベンチャー企業であった。
しかし2017年には販売価格高騰による経営不振のためボルボグループ（UDトラックス）が撤退し、現社名に変更したことが報じられた。

## 概要
旧社名である東沃はDongfeng（东风、東風）とVolvo（沃尔沃）より。設立当初の社名は東風日産ディーゼル汽車有限公司（とうふうにっさんディーゼルきしゃ、ドンフェンにっさんディーゼルモーター、簡体字：东风日产柴汽车）だったが、2013年11月に東沃トラックに変更。この社名変更の際、東風日産ディーゼル汽車当時の略称であった「DND」は引き継がれなかったが、前述のとおり東沃トラックから東風能迪汽車への社名変更により現在は再びDNDの略称が使われている。
なお、創業時の社名である東風日産ディーゼルモーター（东风日产柴汽车）や現社名の東風能迪モーター（东风能迪汽车）と異なり、東沃トラック（东沃卡车）ではモーターを表す汽车ではなくトラックを表す卡车が使われていたが、日本では一般に東沃汽車と表記されていた。
ちなみに、ボルボグループと東風汽車のジョイントベンチャーは当社のほかに東風商用車が存在する。

## 沿革
当社は1996年に中国国内向けにトラック、バスを製造する目的で東風汽車集団股份有限公司と日産ディーゼル工業（当時）の合弁で設立された。出資比率は当初日産ディーゼル側が25%だったが、2005年に50%に引き上げられた。

## 生産車種

### 現在
- 酷腾

### 過去

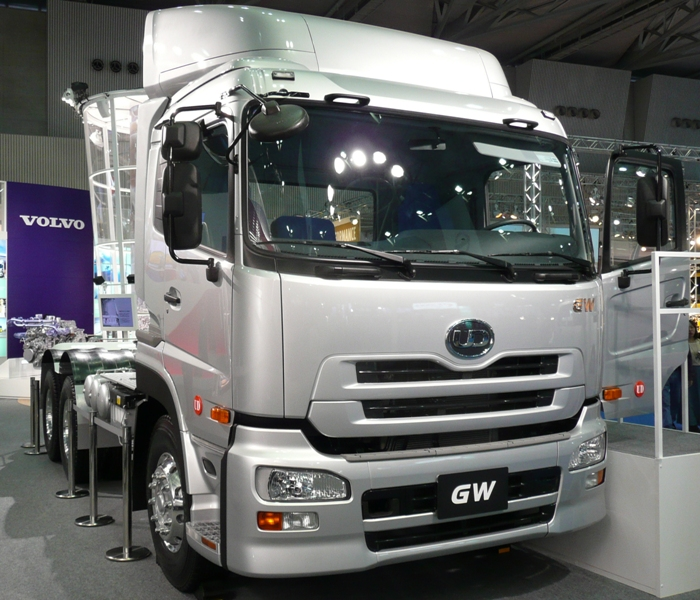
東風日産ディーゼル汽車（当時）製のクオン。
左ハンドルになっている。

- ビッグサム
- クオン
- バスシャーシ

## 関連会社
- 普利適優迪車橋（普利适優迪車橋） - 東沃（当時）と同じくボルボグループUDトラックスが中国で展開している合弁法人。大型トラックとバス車台を製造。